# Tetsuro Miura
Tetsuro Miura (ur. 12 kwietnia 1956, zm. 28 kwietnia 2018) – japoński trener piłkarski.
Pracował jako trener w Nagoya Grampus Eight.